# Habitatge unifamiliar al carrer Vista Alegre, 1 (Girona)
El carrer de Vista Alegre és un carrer del municipi de Girona. Hi havia almenys una obra inclosa en l'Inventari del Patrimoni Arquitectònic de Catalunya.

## Descripció
El número 1 del carrer era una obra inclosa en l'Inventari del Patrimoni Arquitectònic de Catalunya. Es tractava d'un edifici residencial de planta rectangular que ocupava una cantonada del carrer Vista Alegre i del carrer del Carme. Es desenvolupava en planta baixa i planta pis i presentava unes façanes amb elements compositius de caràcter racionalista, si bé barrejats amb d'altres de referència més noucentista. S'hi acusava l'horitzontalitat de les obertures amb emmotllurats i textures diferenciades de la resta de la façana, en aquells trams d'obra que separaven els diferents buits. A la cantonada hi havia un balcó amb barana de malla i peces de ferro treballat. Una senzilla cornisa rematava el conjunt.